# Haastrecht
Haastrecht (52° 00′ N, 4° 47′ L) é uma cidade dos Países Baixos, na província de Holanda do Sul. Haastrecht pertence ao município de Krimpenerwaard, e está situada a 5 km, a leste de Gouda.
Em 2001, a cidade de Haastrecht tinha 3302 habitantes. A área urbana da cidade é de 0.58 km², e tem 1325 residências.
A área de Haastrecht, que também inclui as partes periféricas da cidade, bem como a zona rural circundante, tem uma população estimada em 2330 habitantes.